# 水の危機
水の危機（みずのきき、英: Water crisis）とは、1970年代からの地球上の水資源と人類の需要とを比較したときの状態をさす。世界規模で見た水資源の状況を表す言葉として、国際連合などの国際機関が使用している。特に、水不足と水質汚染が主要な問題とされる。
地球上の水は、地下、表層、大気に蓄えられているが、絶対量には上限が存在する。また海水を飲用水にするための処理に必要なエネルギーは莫大であり、今のところ海洋を水源とみなすのは現実的ではない。人類が利用できる水資源は、一部の淡水に限定されている。水の危機は次のような形で顕在化している。
- 安全な飲み水を得ることができない多くの人々。
- 地下水の過剰な汲み上げによる農耕地の不毛化
- 水資源の過剰利用と汚染による生物多様性の低下。
- 水資源の不足による地域紛争。コチャバンバ水紛争など。(最近では水戦争などと呼ばれる)

水系感染症と不衛生な生活用水は、世界でもっとも主要な死因であり、疾病の80 %の原因となっているという算定もある。

## 水の危機による健康被害

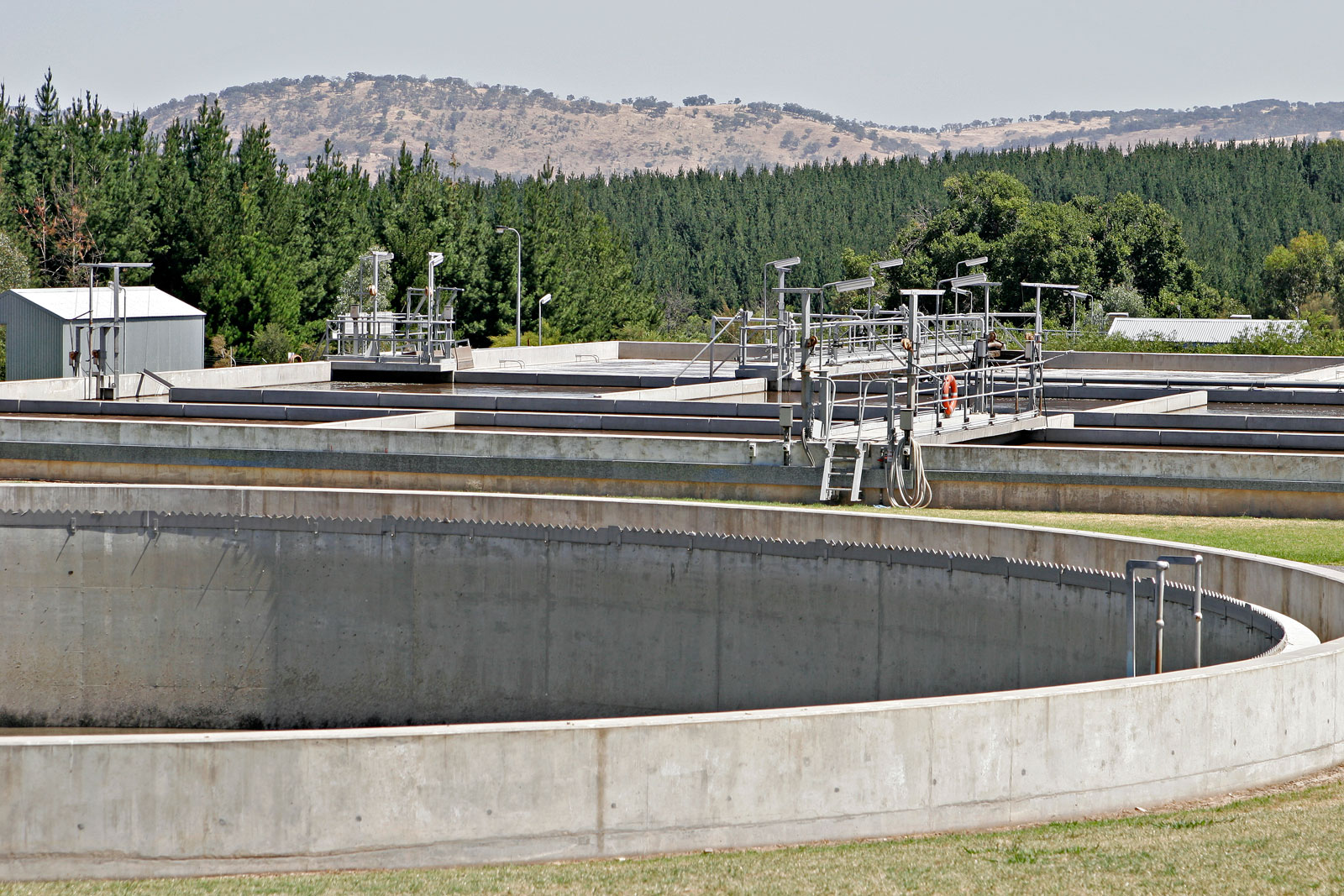
オーストラリアの下水処理プラント。この施設の排水がウォンガ湿地帯を生み出した。

世界人口のうち11億人が適切な飲用水を確保できていないだけでなく、国際連合は、26億人が環境衛生（排水処理など）用水を適切に確保できていないと認識している。この問題は悪循環を引き起こす。下水処理施設がないために水源が未処理の水に汚染され、結果として適切な飲用水の供給を阻害している。そして、汚染された水源を使用する人々の間に病気や死をもたらす。これは開発途上国の児童に歴然とあらわれており、下痢単症によって1日あたり3,900人の児童が死亡している。
こういった死は防止できるという考えが一般的であるものの、安全な水の利用可能量についての地球の許容能力には限界があるため、実情ははるかに複雑である。技術革新が十全の策となりうるケースも多いが、その恩恵を得るのに必要なコストは多くの国にとって耐えがたい。発展途上の諸国が豊かになるにつれて事態は部分的には緩和されるだろうが、安定して解決するためには、各地域における水資源と人口の調整や、水資源をもっと適切に管理する体制を確立する必要がある。いずれにせよ、水資源が限りあるものだという認識が広まらなければ、世界的なバランスの改善は達成できない。

## 水の不足

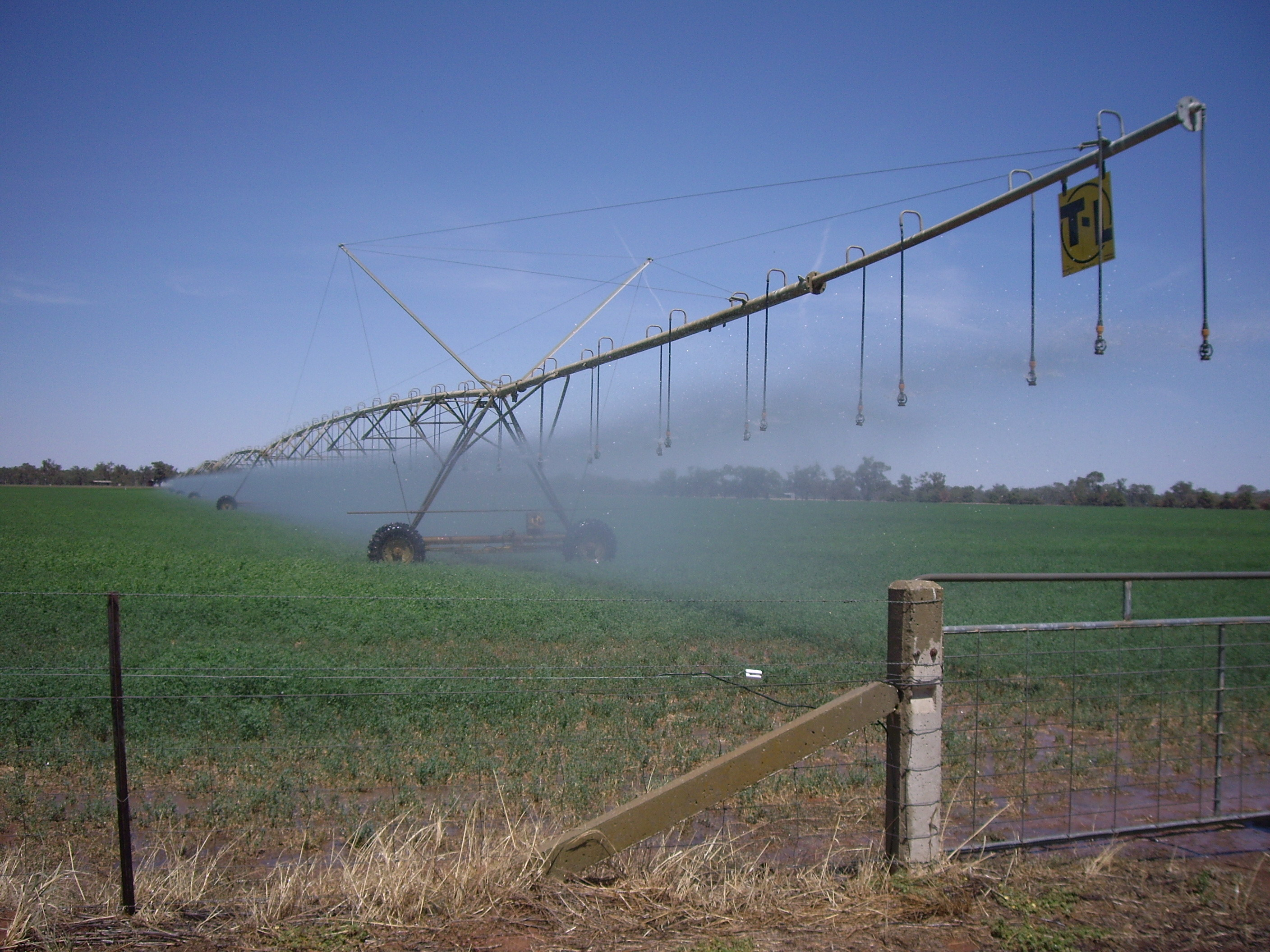
機械化された灌漑農業（オーストラリア）。大規模な灌漑農業を可能にする一方で、大量の農業用水を必要とする。

農業用水は水の需要のもっとも大きな部分を占める。日照りや旱魃の影響を最小限に抑える農法として古くから行われている灌漑農業は、安定した水の供給なしでは成り立たないため、河川や湖沼、地下水などを水資源として開発することが進められてきた。しかし、これらの水源からの限度を超えた取水により、世界各地で農業用水や生活用水 (en) などが不足する地域が増加している。

### 河川の断流と湖沼の縮小
紀元前6世紀頃のエジプトやメソポタミアで始まった灌漑農業は、その水源を河川に求めていた。以来、河川は農業用水の安定した供給源であり続けたが、ダムの建設技術の発達などによって大規模な開発が可能になると、河川が持続的に供給できる水量を超えた取水が行われるようになった。
中国の黄河では、1990年代から毎年のように、一時的に下流が干上がっており、1997年には河口から600 kmに及ぶ断流が起きた日が262日に達した。上流から中流での、河川の水量の90 %という過剰取水が原因と考えられている（なお取水制限などにより、1999年以降断流は発生していない）。ソビエト連邦が主導した「自然改造計画」は、アラル海に注ぐアムダリヤ川とシルダリヤ川からの取水を前提とするものであった。かつて世界で4番目に広い湖だったアラル海は、流入する水量が減少したことによって縮小していき、2004年には表面積が1960年当時の1⁄4にまで減少した。アラル海はかつては豊富な漁獲量を誇り、周辺地域も含めて多様な生物が生息していたが、現在では塩類の濃度上昇により生物が激減した。

### 地下水の枯渇
20世紀以降、地下水利用の機械化が進み、大量の地下水が農業用水として利用されるようになった。結果、諸国では持続可能なレベルを超えた地下水の汲み上げが行われており、農業を危機に陥れている。緑の革命が犯した誤謬のひとつは、農業用水が無限であることを前提においたところにある。多くの地域において、短期間の満足を得るために大量の水を汲み上げるか、あるいは長期的に見て生産量を極大に安定させるために取水制限を課すかという二者択一に迫られている。
また開発途上国では、1990年代半ばまで、全般的に地下水を過剰に汲み上げている状態にあった。もっとも大規模な地下水量の減少が起きているインドや中国では、たとえば、華北平原では35年間に地下水位が50メートル低下し、インドでは地下水の過剰な汲み上げが差し引き56 %に達した。
先進国のひとつであるアメリカ合衆国においても、地下水の過剰な汲み上げが農業に影を落としている地域は無数にあり、水質の維持と農業の長期的継続が危ぶまれだしている。1970年代初頭、合衆国陸軍工兵司令部は、一部の地下水源について過剰取水が懸念されるという認識を示した。たとえば、合衆国最大級の地下水源であるオガララ帯水層では、アメリカの中心部に相当量の穀物を供給するために過剰な汲み上げが行われている状況である。やや規模は小さいが重要な例として、カリフォルニア州のソノマバレーでも過剰な汲み上げの影響が表面化しはじめており、現在、作地面積に制限が課されている。

## 水質の汚染
適切に処理されていない生活排水や工場排水、産業廃棄物、農薬や化学肥料の不適切な使用などによって、河川や湖沼、地下水などの貴重な水源が汚染され、農業用水や生活用水などとして利用することが困難な状態に陥った地域が増加している。また自然界にも有害な物質がないわけではなく、これまで利用していなかった地下水を利用しようとして、土壌中に含まれる砒素により地下水が汚染されていることに気付かず、被害を受ける例もみられる。
このような汚染は生活環境を悪化させて健康を害し、生物の多様性にもダメージを与えるほか、農業生産や水産業など産業面でも負の影響を与えている。
また、汚染の一種として、地下水の過剰な取水によって地下水位が低下し、海岸部で地下水中に海水が入り込み、塩分濃度が上昇して水源として使用できなくなる現象もみられる。

## 生物多様性へのダメージ
野生の動植物は、十分な水資源がなければ生活できない。沼地や湿地、河岸地帯が、適切な水の供給なしで成り立たないのは明らかであるが、森林などの陸上の生態系も利用できる水が減少するにつれ、その生活に著しい被害を受ける。これらの地域は食料や住居を供給するための土地として、直接的にも、広範囲にわたって開発され自然が失われたが、間接的にも、上流で水が堰き止められたりすることによる自然な水の流入量の減少などによっても土地がやせ、自然が失われていっている。
アメリカ合衆国内の7つの州では、議会が湿原の保護を法律で定めた1980年代までの間に、80 %の湿原が干拓された。また、湿原の消失が結果として生物多様性の低下をもたらしている。たとえば、スコットランドの数多くのボグが人口の増加に伴って干拓、開発されてきた。アバディーンシャーのポートレーテンモスでは半分以上の湿原が消失し、ホクオウクシイモリ (en) など、この泥炭湿地から姿を消した生物も少なからず存在する。
マダガスカル中央の高原地帯では、1970年から2000年にかけて、森林という森林で大規模な伐採が行われた。焼畑農業はこの地方の生体量の10 %を根絶し、不毛の荒野に変えてしまった。これは人口爆発の結果であり、貧しい現地の人々を養うためにやむを得ないことだったが、大規模な森林伐採のために広範囲の土壌が侵食され、川に大量に流れ込んだ土砂は川の水を赤く染めた。これにより、重要な生活用水が周辺の人々から奪われただけでなく、複数の河川系の生態系が破壊され、複数の魚類が絶滅の危機に立たされ、インド洋の一部の珊瑚礁が目立って失われた。

## 地域紛争
世界には約260の河川系（水系）があり、国境をまたぐものも存在する。ヘルシンキ規則 (en) は水資源の利用権を国際的にどう解釈するかの一助となるが、問題が基本的な生存問題に絡んだ深刻なものである場合、係争が起きることもある。こういったケースでは、他に端を発する国境問題と緊張関係があった上で、付加的に水資源をめぐって争われることが多い。
チグリス=ユーフラテス河川系は複数の国に利用されている水源であるが、その利用権をめぐって争われている一例である。イラン、イラク、シリアの各国がこの水源の利用を合法に主張しているが、その総要求量は河川系の物理的な水量を上回ってしまっている。1974年初頭、イラクは、ユーフラテス川に設置されたシリアのアッサウラダムを破壊するため、国境地帯に軍隊を集結させるという示威行為を行っている。
また、1992年にはハンガリーとチェコスロバキアがドナウ川の水の利用とダムの設置をめぐって対立し、国際司法裁判所の裁定にゆだねられた。この係争は、正論と法理が解決の道筋となりえた少数例である。北朝鮮と韓国、イスラエルとパレスチナ、エジプトとエチオピアなどの対立は、調整がさらに難航したケースといえるかもしれない。今後問題になりうるケースとしては、メコン川において中国がメコン川上流に建設しているシャオワン（小湾）ダムが流砂を止めるためにメコン・デルタや沿岸農地が縮小されるのではないかという懸念が流域諸国で構成される「メコン川委員会」で問題になっており、対応を誤ると新たなアジアの不安要因になりかねないという指摘もある。

## 仮想水貿易
ミネラルウォーターなどの特殊な例を除き、通常、水は貿易の対象とならない。しかし、多くの貿易品の生産に水が必要となることを考えると、商品の移動に伴い、その生産に必要とされた水が仮想水という形で取引されているとみなすことができる。特に、生産に大量の水が必要となる農産物と木材資源は、仮想水貿易を考える上でもっとも重要である。
例えば、小麦1 kgを作るには水が1 t、米1 kgを作るには水が2 t、牛肉1 kgには水が20 t程度必要となる。
水資源が不足する国々にとって、仮想水の輸入は水を確保するための選択肢の一つである。中東やアフリカの諸国は、農産物の輸入を通じ、国内で不足しがちな水資源を仮想水の輸入で補っている。しかしながら、仮想水の輸入には食料自給率の低下をもたらすという側面がある。農業技術が高度に発展したアメリカ合衆国やヨーロッパ連合国から輸出される農作物は世界のシェアの60 %にも達する。その量と価格の低さは、乏しい水に頼って生産される輸入国側の国内産品が太刀打ちできるものではなく、国内農業の破綻による自給力の低下や失業問題を作り出す原因にもなりうる。
一方輸出国側は、仮想水の輸出によって国内の水資源を消耗させている。アメリカ合衆国が農産物の輸出に伴って国外に放出している仮想水は、国内の年間総使用水量の1⁄15にあたる。米の主要輸出国であるタイにおいては、1⁄4に達する。これらの国々にしても無尽蔵の水資源を有するわけではなく、一部の地域では地下水の枯渇や河川の断流が起こりつつある。仮想水の輸入大国であるスリランカや日本では、食料自給率の低さもあり、世界的な水の危機が食糧危機となって顕在化する恐れがある。

## 将来の見通し
人類の安全な活動領域を定めるプラネタリー・バウンダリーによれば、淡水利用の指標は、流水資源の消費を年間4000万立方キロメートル以下に抑えることとされる。これを超えた場合、生物多様性の喪失など生態系の崩壊が起きる可能性がある。
近年では、世界保健機関（WHO）や赤十字が家庭での水処理と安全な貯蔵のための実行可能な方法として太陽水殺菌を推奨している。分散型水処理のため、簡単かつ効果的な方法であり、家庭などでも行うことができる。そのため、太陽水殺菌による水の殺菌はすでに多くの発展途上国で利用されている:55。EAWAGによって発行されている太陽水殺菌の手順に関する教育用パンフレットは多くの言語で入手可能である。
2025年には、安全な飲用水と基本的な公衆衛生サービスを持たない人々が世界人口の2⁄3に上ると見込まれている。下水処理施設の設置と地下水取水の削減が世界規模での問題解決策となりそうであるが、しかしながら、根本的な問題に目を向ける必要がある。下水処理施設完備のためのコストは高く、一部の国と地域にとってこの技術の採用を断念せざるをえないほどのものである。その上、各国における人口の急増がこのレースの勝ち目を薄くしている。また、処理施設の設置ができた場合でも、その維持には莫大な人的・経済的コストが必要となる。地下水の取水制限は不評を買いやすい政策であり、農業従事者に与える経済的打撃も大きい。またそれ以上に、必然的な農産高の減少を伴うため、現時点での人口を養うことができなくなってしまう。
現実的なレベルで言えば、開発途上国は、原始的な排水処理施設（汚水処理タンクなど）の敷設に努めることができるし、排水の流出先を丁寧に分析し、飲用水や生態系への悪影響を最小化することもできる。先進国にできることには、進んだ技術の提供だけでなく、費用対効果の高い上下水処理システムを提案していくことも含まれる。個人レベルにおいても、先進国民は水の使いすぎを控えることで、世界的な水の消費量を減らすことができる。これは、自然を保護するにとどまらず、人類にとってもより健康的な、自然の水循環をより効率的に機能させることになる。
2007年には、36カ国の首脳が参加し「アジア・太平洋水サミット」が開催され、安全な水が確保できない人口を2015年までに半減し、2025年までに0にすることが話し合われた。